# Jonah: un film dei Verdurini
Jonah: un film dei Verdurini (Jonah: A VeggieTales Movie) è un film d'animazione del 2002, basato sulla serie animata VeggieTales e liberamente ispirato al Libro di Giona.

## Trama
Bob il Pomodoro e Papà Aspargo portano i bambini di quest'ultimo a vedere il concerto del cantante "Twippo". Durante il viaggio, Laura prende in giro gli altri bambini, perché ha vinto un biglietto per visitare il backstage. Nel frattempo, Bob è frustrato con il padre perché quest'ultimo sta cantando e suonando con la chitarra invece di aiutarlo con la cartina. Dopo essere stato colpito per sbaglio alla testa dalla chitarra del padre, Bob perde il controllo del furgone, e a peggiorare le cose, dopo che un porcospino ha bucato con i suoi aculei due gomme, il furgone si allontana dalla strada e si inerpica su una collina, fermandosi vicino a un fiume. Entrati in un ristorante, Bob incolpa il padre dell'incidente e, nel frattempo, Junior discute con Laura riguardo al lasciapassare, perso durante il viaggio. Mentre, Bob chiama un carro attrezzi, Junior incontra i pirati fannulloni, che lo incoraggiano a dimostrare più compassione e raccontano alla famiglia la storia di Giona.

Giona è un profeta dell'antica Israele, che va di città in città a professare le parole di Dio. Quando Dio gli ordinò di consegnare un messaggio a Ninive, una città nota per i suoi cittadini corrotti, si rifiuta e fugge a Tarsis. Dopo aver lasciato il porto, Giona incomincia a provare dei sensi di colpa e incontra un bruco commesso di nome Khalil.
Dopo aver avuto un incubo, Giona si sveglia mentre imperversa una grande tempesta. Il capitano della nave Pa Uva sostiene che la tempesta sia stata inviata da Dio come punizione. Per trovare una soluzione, il gruppo decide di giocare a Go Fish. Giona perde la partita ed è per questo costretto a scendere dalla nave. Una volta fuori, improvvisamente i cieli si schiariscono, e Giona viene improvvisamente inghiottito da un "grande pesce". I pirati tentano di salvare il profeta ma, durante la colluttazione, anche Khalil viene inghiottito. All'interno del mostro, Khalil trova Giona pregare Dio ed entrambi ricevono una visita da una schiera di angeli, i quali spiegano al profeta che se si pentirà, Dio gli concederà una seconda possibilità. Giona e Khalil riescono a fuggire e si dirigono, in groppa a un cammello, nella città di Ninive.
Grazie all'aiuto dei pirati, Giona si introduce di nascosto nella città con la scusa di aver vinto il premio Mr. Twisty's Twisted Cheese Curls. Il gruppo viene, tuttavia, arrestato dopo che Larry ha cercato di rubare i Cheese Curls del re e, per questo motivo, viene condannato a morte. Come ultima richiesta, Larry ottiene un'udienza con Re Twistomer. Giona rivela ai cittadini che se non si pentiranno, Ninive sarà distrutta. Poco dopo, Dio dona una pianta di ricino a Giona per ripararlo dal sole, che, tuttavia, muore non appena Khalil prende da essa una piccola foglia. Giona si dispera per la pianta morta e Khalil, meravigliato, si chiede come Giona mostri compassione per una pianta e non per i niniviti. Il bruco spiega a Giona che Dio è compassionevole e misericordioso e che concede a tutti, israeliti e non, una seconda possibilità. Giona, tuttavia, rifiuta le parole del bruco, il quale lo lascia solo.
La famiglia Asparago comprende la morale della storia: Dio vuole che tutti mostrino compassione e misericordia, anche a coloro che non sembrano meritarlo. Twippo appare inaspettatamente nel ristorante e offre a tutti dei biglietti gratuiti del concerto, mentre Bob perdona il padre e Junior si riconcilia con la sorella consegnandole il biglietto. Nel frattempo, il camionista è venuto per aiutarli, rivelandosi, tuttavia, proprio Khalil.

## Produzione
Nel 1999, Phil Vischer propose un adattamento cinematografico di VeggieTales, basato sulla storia di Giona. La sceneggiatura e le canzoni del film furono completate poco dopo, e nel 2000 la Big Idea annunciò che il film sarebbe uscito nel 2002. Un teaser trailer del film uscì con l'episodio della serie animata VeggieTales, "Lyle, the Kindly Viking". Il film è stato il primo ad essere interamente animato in Autodesk Maya. Il film ha incassato 25,6 milioni di dollari.

## Critica
Il film ricevette, sull'aggregatore Rotten Tomatoes, 55 recensioni con una valutazione del 65% da parte della critica e un punteggio medio di 5,8/10: "Jonah insegna messaggi sani ai bambini in un pacchetto divertente e rimbalzante". Metacritic assegna al film un punteggio medio di 58/100, basato su 20 recensioni.

## Canzoni
1. Billy Joe McGuffrey[6]
2. Bald Bunny[7]
3. Steak and Shrimp[8]
4. The Pirates Who Don't Do Anything (Relient K)
5. Message from the Lord
6. It Cannot Be
7. Second Chances (Anointed)
8. Jonah Was a Prophet[9]
9. In the Belly of the Whale[10] (Newsboy)
10. The Credits Song[11] (titoli di coda)
11. Billy Joe McGuffrey (Chris Rice)